# Вооружённое восстание (книга)
«Вооружённое восстание» (нем. Der bewaffnete Aufstand) — книга, выпущенная Коминтерном в Германии под псевдонимом А. Нойберг (нем. A. Neuberg) и написанная как своего рода учебно-справочное пособие по теории организации вооружённого восстания.
Книга была подготовлена инструктором военного аппарата КПГ и сотрудником разведупра РККА Августом Гайлисом. Вышла первоначально на немецком языке («Der bewaffnete Aufstand», 1928), через три года последовали переводы на французский («L’insurrection armée», 1931) и русский языки (1931). В 1932 году испанские троцкисты без ведома Коминтерна издали испанский перевод.

## Вопрос об авторстве
В 1933 году вышла книга нацистского пропагандиста Адольфа Эрта, изданная сразу на многих европейских языках: «Вооружённое восстание: Разоблачения о попытке коммунистического переворота накануне национальной революции», в которой утверждалось, что Нойберг — псевдоним крупного деятеля коммунистического движения Хайнца Нойманна. Версия Эрта стала общепринятой в антикоммунистической литературе 1950—1960-х годов и повторяется в десятках книг, вплоть до мемуаров Чан Кайши.
В 1971 году во Франкфурте-на-Майне вышло новое издание книги Нойберга с послесловием бывшего деятеля Коминтерна Эриха Волленберга, в котором он назвал «истинных авторов» книги: он сам, а также Василий Блюхер, Ханс Киппенбергер, Иосиф Пятницкий, Пальмиро Тольятти, Михаил Тухачевский, Иосиф Уншлихт, Хо Ши Мин, Манфред Штерн.
Эта версия осталась общепринятой, хотя в 1990-х годах были опубликованы документы Коминтерна, из которых следует, что автором книги является Август Гайлис («Нойберг» был его псевдонимом во время подпольной работы в Германии), возможно, при некотором содействии Тууре Лехена.

## Содержание книги
- Глава 1. Большевизм и восстание.
- Глава 2. Второй Интернационал и восстание.
- Глава 3. Восстание в Ревеле (1923)
- Глава 4. Восстание в Гамбурге (1923)
- Глава 5. Восстание в Кантоне (1927)
- Глава 6. Восстание в Шанхае (1926—27)
- Глава 7. Действия коммунистов по разложению вооружённых сил господствующих классов.
- Глава 8. Организация пролетарских вооружённых сил.
- Глава 9. Партийное руководство военным строительством.
- Глава 10. Особенности военных действий в начале восстания.
- Глава 11. Особенности действий повстанцев во время восстания.
- Глава 12. Военная деятельность партии в крестьянской среде.

## Значение книги
В своё время, рассматривая революционные события 1848 года в Германии, Ф. Энгельс описал переход от вооружённого бунта к формированию революционной армии, подняв тем самым крайне актуальную для леворадикальных политических сил (во второй половине XIX — первой трети XX века) проблематику преобразования стихийных народных выступлений в организованное противостояние власти. «Вооружённое восстание» представляет собой дальнейшее развитие этой проблематики, что делает книгу крайне интересной с точки зрения понимания представлений относительно вооружённого восстания как «наивысшей формы политической борьбы пролетариата», распространённых среди руководства Коминтерна. Книга «Вооружённое восстание» была написана в период, когда руководство Третьего интернационала (Коминтерна) и ВКП(б) видели возможным реализацию идеи мировой революции в форме вооружённого восстания в отдельных странах.
По мнению Гвидо Хюльсмана, «Вооружённое восстание», по всей вероятности, стало первым систематическим исследованием пригодности партизанских методов для установления коммунистических режимов.
Теоретики леворадикальной мысли М. Хардт и А. Негри так оценивают «Вооружённое восстание»:

Эта замечательная книга, первоначально опубликованная в Германии в 1928 году, даёт редкую возможность увидеть изнутри военную стратегию коммунистов начала XX века
— Множество: война и демократия в эпоху империи

## Издания
- Немецкое издание: Neuberg A. Der bewaffnete Aufstand. Versuch einer theoretischen Darstellung. (1928) Якобы: «Otto Meyer: Zürich»
- Французское издание: Neuberg A. L’insurrection armee. (1931).
- Английский перевод: Neuberg A. Armed Insurrection Архивная копия от 5 марта 2016 на Wayback Machine London, 1970.
- (A. Neuberg) Hans Kippenberger, M. N. Tuchatschewski, Ho Chi Minh e. a.: Der bewaffnete Aufstand. Europäische Verlagsanstalt, Frankfurt am Main 1971, ISBN 3-434-45006-8.